# Baczki (Mazovia)
Baczki [pronunciación en polaco: /ˈbatʂki/] es un pueblo ubicado en el distrito administrativo de Gmina Repki, dentro del Condado de Sokołów, Voivodato de Mazovia, en el este de Polonia central. Se encuentra aproximadamente a 5 kilómetros al este de Repki, a 15 kilómetros al este de Sokołów Podlaski, y a 101 kilómetros al este de Varsovia.